# ميتال شعبي
الفولك ميتال أو الميتال الشعبي هو نوع موسيقي هجين يدمج بين موسيقى الهيفي ميتال وموسيقى الفولك التقليدية، وقد تطور في أوروبا خلال التسعينيات. يتميز بالاستخدام الواسع للآلات الموسيقية الفولكلورية، وإلى حد أقل، أنماط الغناء التقليدية (على سبيل المثال، الهايديفولك الهولندي، والسيلفاتيكا الدنماركي). كما يتميز أحيانًا بآلات موسيقية هادئة متأثرة بالفولك روك.
كانت أولى فرق الفولك ميتال فرقة سكايكلاد من إنجلترا وفرقة كروشان من أيرلندا. أُطلق ألبوم سكايكلاد الأول في عام 1991 وسيُعتبر ألبوم ثراش ميتال مع بعض التأثيرات الفولكلورية، على عكس أعمال كروشان المبكرة التي تبنت العنصر الفولكلوري كجزء أساسي من صوتهم. لم يبدأ المساهمون الأوائل الآخرون في هذا النوع الموسيقي بالظهور من مناطق مختلفة في أوروبا وخارجها إلا في عامي 1994 و1995. من بين هذه الفرق المبكرة، قادت الفرقة الألمانية "سنواي تو سالي" تنوعًا إقليميًا مختلفًا أصبح يُعرف بمرور الوقت باسم ميتال القرون الوسطى.
تتميز موسيقى الفولك ميتال بتنوعها حيث تُعرف الفرق بتقديم أنماط مختلفة من موسيقى الهيفي ميتال وموسيقى الفولك. تُستخدم مجموعة كبيرة ومتنوعة من الآلات الموسيقية الفولكلورية في هذا النوع، ونتيجة لذلك، تضم العديد من الفرق ستة أعضاء أو أكثر في تشكيلاتها الأساسية. كما تُعرف بعض الفرق بالاعتماد على آلات المفاتيح لمحاكاة صوت الآلات الموسيقية الفولكلورية. تتناول كلمات الأغاني في هذا النوع الموسيقي عادةً مواضيع الخيال والأساطير والوثنية والتاريخ والطبيعة.

## تاريخ

### الأصول
تأسست الفرقة الإنجليزية سكايكلاد في عام 1990 بعد أن ترك المغني مارتن والكيير فرقته السابقة "سابات". بدأت سكايكلاد كفرقة ثراش ميتال لكنها أضافت الكمان من عازف الجلسات مايك إيفانز في العديد من المسارات من ألبومهم الأول (بالإنجليزية: The Wayward Sons of Mother Earth)‏،  وهو جهد وصفه إدواردو ريفادافيا من أول ميوزيك بأنه "طموح" و"رائد". تم الإشادة بأغنية (بالإنجليزية: The Widdershins Jig)‏ من الألبوم الأول باعتبارها "مهمة بشكل خاص" و"سابقة أكيدة في عوالم الميتال". مع وجود عازف كمان متفرغ في تشكيلتهم، يتميز الألبوم الثاني للفرقة بـ "أسلوب الرقصة الفولكلورية الأسطوري الآن" و"إدراج أكثر بروزًا لعزف الكمان على الخطوط الرئيسية والألحان المرتبطة عادةً بأجزاء الجيتار الرئيسي لمعظم فرق الروك الأخرى".
حتى مع رحيل مارتن والكيير في عام 2001، تظل فرقة سكايكلاد مجموعة فولك ميتال نشطة حتى اليوم بعد ما يقرب من عقدين من الزمن منذ تأسيسها. في المقابل، كان للفرقة البرتغالية مونسبيل فترة وجيزة في هذا النوع الموسيقي. كان أول إصدار لهم هو ألبوم (بالإنجليزية: Under the Moonspell)‏ عام 1994 الذي تضمن موسيقى مستوحاة من الفولكلور اللوسيتاني وتأثيرات من العصور الوسطى. مع إصدار ألبومهم الأول (بالإنجليزية: Wolfheart)‏ في العام التالي، تحولت الفرقة إلى ميتال قوطي وفي غضون سنوات قليلة "تطورت بسرعة لتصبح واحدة من اللاعبين الرئيسيين في مشهد الجوث-ميتال الأوروبي." 
كانت الفرقة الإسبانية ماجو دي أوز من بين فناني الفولك ميتال الأوائل الذين تأثروا بموسيقى الفولك السلتية. أدخلت الفرقة عناصر وآلات فولكلورية في موسيقاها التي تعتمد على الباور ميتال منذ ألبومها الأول عام 1994. تُعد الفرقة الفنلندية أمورفيس مطورًا مبكرًا آخر للفولك ميتال. تأسست الفرقة في عام 1990 وأصدرت ألبومها الأول (بالإنجليزية: The Karelian Isthmus)‏ بعد ذلك بعامين. أُطلق ألبومهم الثاني (بالإنجليزية: Tales from the Thousand Lakes)‏ في عام 1994 مع "الكثير من الألحان وهياكل الأغاني الرائعة التي استوحت بشكل كبير من موسيقى الفولك التقليدية لبلدهم الأصلي."  تلقى الألبوم استقبالًا جيدًا من المعجبين مع "محتواه الذي سرعان ما تم الإشادة به في أوساط موسيقى الميتال السرية باعتباره ربما قمة إنجاز ديث ميتال الجوي." 

### الاختلافات الإقليمية
ظهرت في عامي 1994 و1995 عدة تنوعات متميزة من الفولك ميتال من مناطق مختلفة.

#### ميتال القرون الوسطى

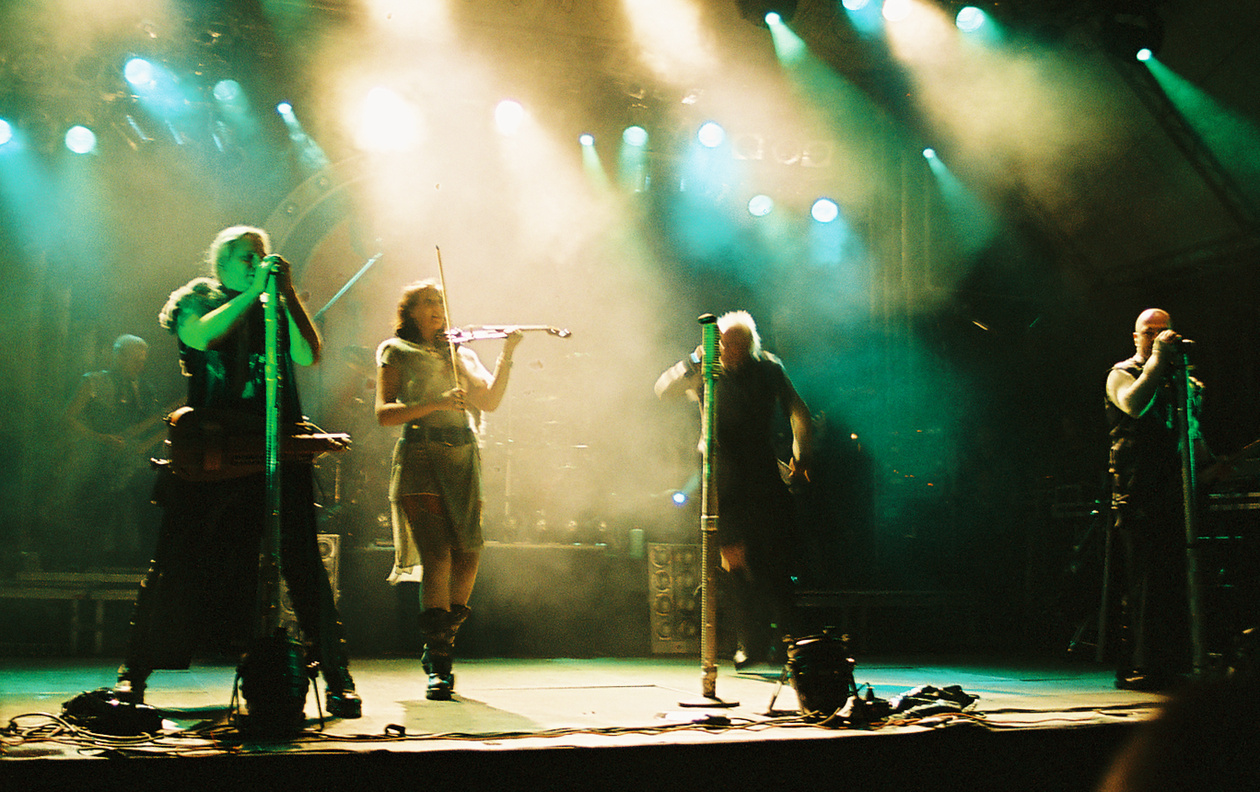
اكتسبت فرقة "Subway to Sally"، التي شوهدت هنا وهي تقدم عرضًا حيًا في مهرجان "Sundstock Openair" عام 2005، لقب إطلاق ميتال القرون الوسطى.

تأسست الفرقة الألمانية "Subway to Sally" في عام 1992 كفرقة روك شعبي، وغنت باللغة الإنجليزية ودمجت التأثيرات الأيرلندية والاسكتلندية في موسيقاها. أصدرت الفرقة ألبومها الثاني "MCMXCV" في عام 1995، وتبنت "نهجًا أكثر تقليدية" وبدأت الغناء باللغة الألمانية. تستلهم فرقة "Subway to Sally" من فرقة "سكاي كالد"،  وتقدم مزيجًا من الهارد روك والهيفي ميتال "المُثرى بألحان القرون الوسطى المدمجة في الأغاني عبر المزامير القربانية، والهوردي جوردي، والعود، والمندولين، والشاليم، والكمان والناي" والممزوجة بـ "الشعر الألماني الرومانسي الرمزي" في كلماتها. حققت الفرقة نجاحًا في قوائم الأغاني في موطنها ألمانيا،  واكتسبت الفرقة منذ ذلك الحين لقب الفرقة "التي أطلقت موجة ما يعرف باسم الروك القروسطي".
استمرت هذه الظاهرة الألمانية المتميزة،  وتوسعت على يد فرق لاحقة. حققت فرقة "In Extremo" التي تأسست في برلين عام 1996 نجاحًا في قوائم الأغاني بفضل "ملابسها المسرحية ذات الطراز القروسطي واستخدامها الجريء لآلات غريبة، وأحيانًا يدوية الصنع، مثل المزامير القربانية الاسكتلندية". حققت فرقة أخرى نجاحًا تجاريًا في ألمانيا وهي فرقة "Schandmaul" البافارية. تستخدم الفرقة، التي تصف نفسها بأنها "منشدو العصر الحديث"،  ترسانة موسيقية تتضمن المزامير القربانية، والهوردي جوردي، والشاووم، والكمان والمندولين.

#### سلتيك ميتال

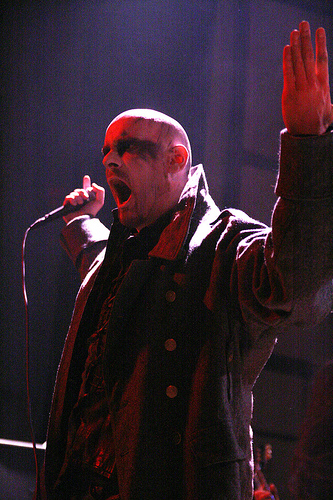
يتصدر A.A. نيمثينغا فرقة بلاك ميتال الكلتية الأيرلندية بريمورديال.

تأسست فرقة كروشان الأيرلندية عام 1992 على يد عازف القيثارة كيث فاي، وجرى توزيع أول تسجيل تجريبي لهم في عام 1993. استلهامًا من الألبوم الأول لسكاي كلاد، شرع فاي في الجمع بين البلاك ميتال والموسيقى الشعبية الأيرلندية. أُطلق ألبومهم الأول "Tuatha Na Gael" في عام 1995، ومنذ ذلك الحين حظيت الفرقة بالإشادة باعتبارها "قطعت أشواطًا كبيرة أكثر من أي شخص آخر في محاولاتهم لتوسيع" نوع الفولك ميتال. يُعرف مزيج كروشان من الموسيقى الكلتية والهيفي ميتال اليوم باسم سلتيك ميتال.
بالتوازي مع كروشان، أصدرت فرقة البلاك ميتال بريمورديال أيضًا تسجيلًا تجريبيًا في عام 1993 و"وجدت نفسها تُعتبر رائدة في حركة الموجة السوداء الثانية المزدهرة". تلعب الموسيقى الأيرلندية "دورًا كبيرًا جدًا" في بريمورديال ولكن بطريقة "مظلمة ودقيقة" من خلال النغمات والتوقيتات. منذ ذلك الحين، "رسخت الفرقة نفسها كواحدة من الفرق الأكثر تميزًا في مجال التقاء الفولك بالبلاك ميتال". تشمل الفرق المبكرة الأخرى التي مثلت السلتيك ميتال فرق جيسة وماجو دي أوز ووايلاندر  حيث أصدرت المجموعتان تسجيلًا تجريبيًا في عام 1995.

#### الميتال الشرقي

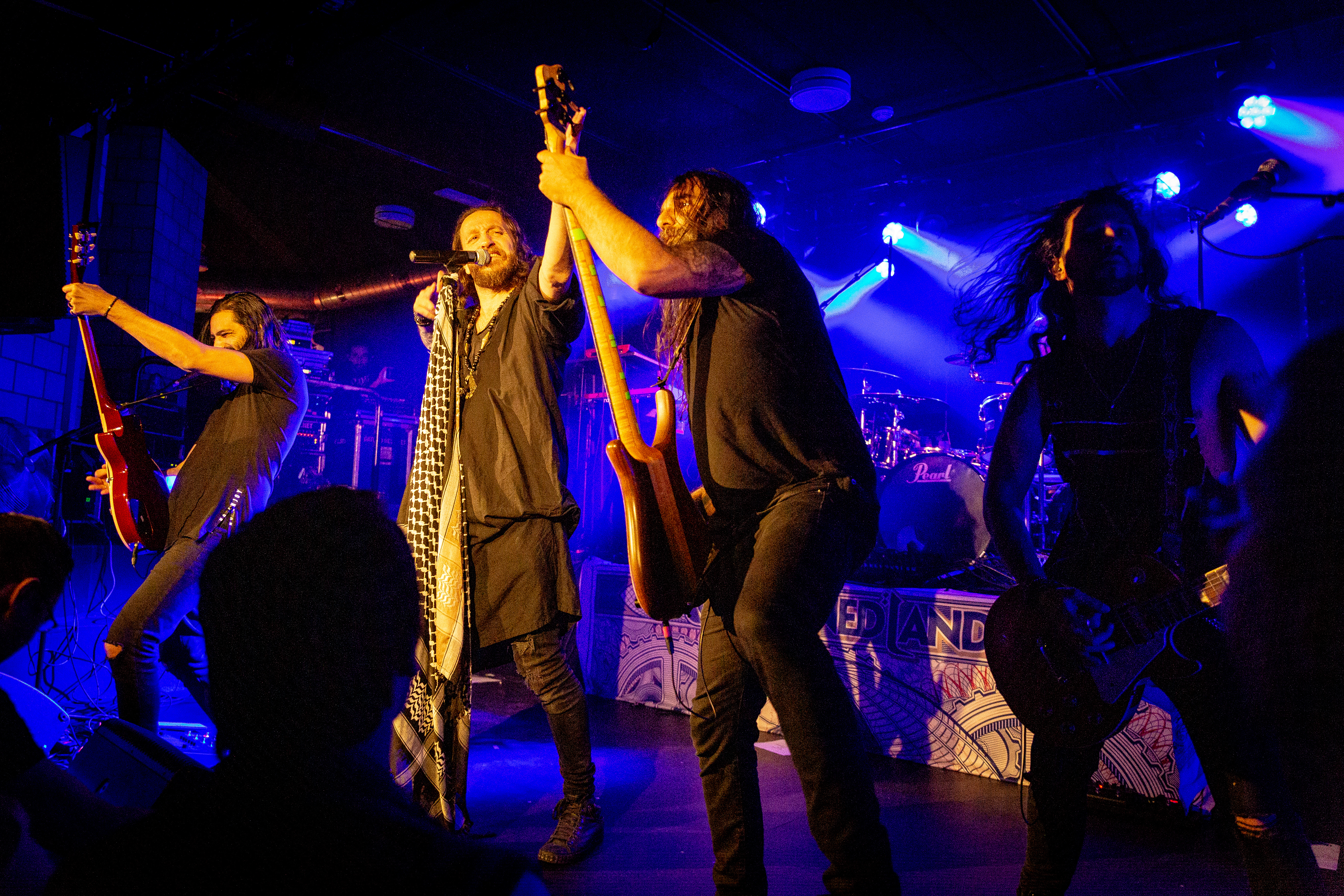
يُعدّ أورفاند لاند رائدًا في أداء الميتال الشرقي.

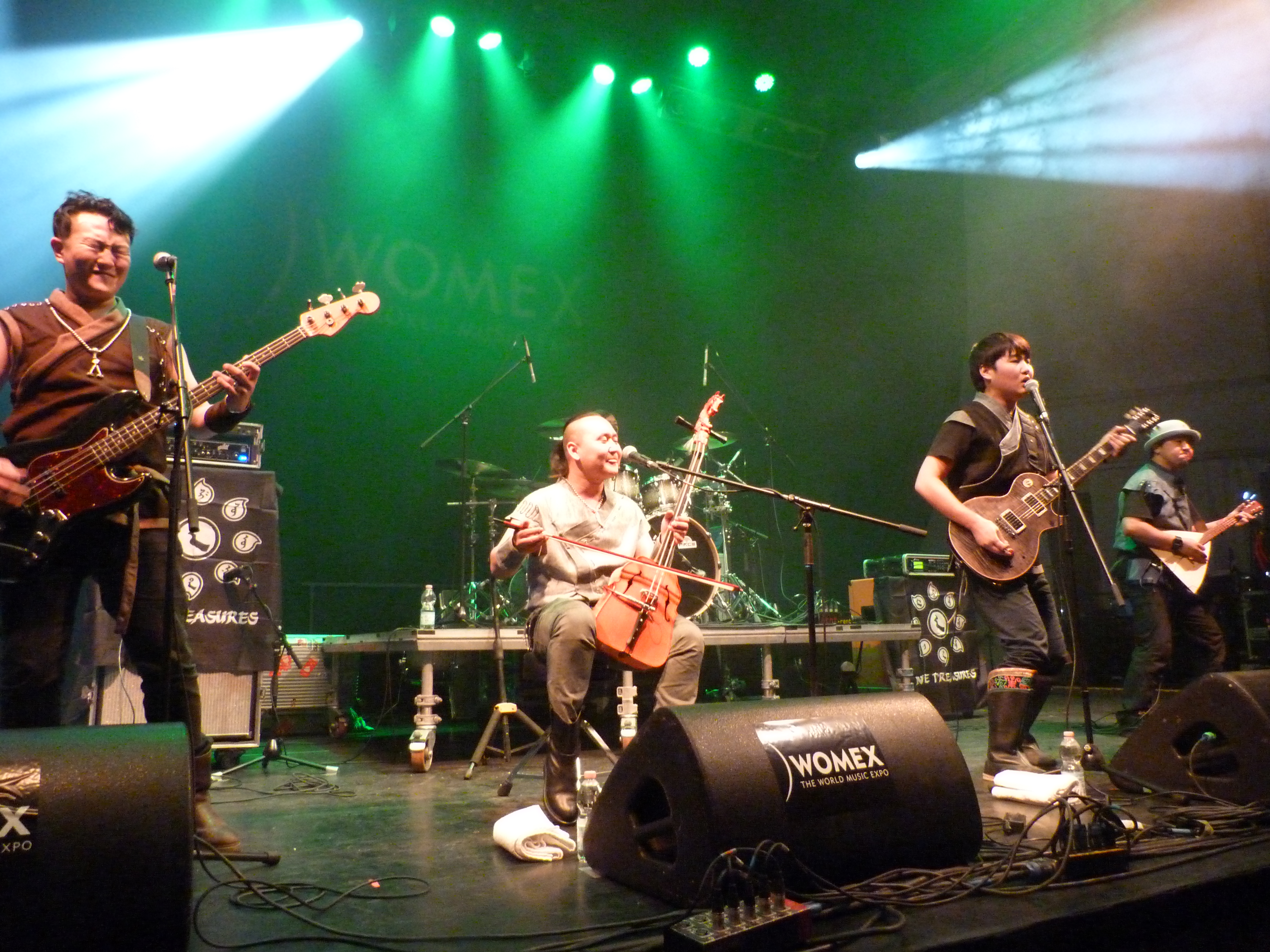
يعزف فريق ناين تريجرز في بودابست.

تأسست فرقة بروجريسف ميتال الإسرائيلية أورفاند لاند في عام 1991 وأصدرت النسخة التجريبية "ذا بيلوفدز كراي" في عام 1993، "مما أثار ضجة إعلامية على الفور"  "والذي سرعان ما لفت الانتباه إلى أسلوبهم غير التقليدي". تستلهم موسيقى أورفاند لاند بشكل كبير من أنماط الموسيقى الشرق أوسطية  مع عناصر تقليدية قادمة من الموسيقى الفولكلورية اليهودية والعربية على حد سواء. نظرًا لكونها "واحدة من أكثر فرق الهيفي ميتال تميزًا وريادة في العالم،"  فقد أُطلق على أسلوب موسيقى أورفاند لاند منذ ذلك الحين اسم الميتال الشرقي.
تأسست مليخيش في القدس عام 1995، لتصبح "بلا شك أول فرقة معادية للمسيحية بشكل علني توجد في واحدة من أقدس المدن في العالم". بدأت مليخيش كفرقة بلاك ميتال مباشرة مع أول اقتحام لها لموسيقى الفولك ميتال حدث في المسار الرئيسي من أسطوانتهم المطولة لعام 1996 (بالإنجليزية: The Siege of Lachish)‏. شهدت ألبوماتهم اللاحقة المجموعة وهي تعبر الحدود بين البلاك والميتال والميتال، مع "أعمال ملحمية مثيرة للإعجاب، ومقدمة بذوق مليئة بمقاطع ريف رائعة، وألحان شرق أوسطية، وتبادلات صوتية تتراوح من صراخ حنجري متوسط المدى إلى التراتيل". ظهرت فرق ميتال شرقية أخرى بعد ذلك مع ظهور فرقة ديستورتد عام 1996 كأول فرقة ميتال تقودها امرأة من إسرائيل.
ظهرت فرق ميتال شرقية إضافية من الشرق الأوسط في العقد الأول من القرن الحادي والعشرين، مثل ميراث من تونس، الذين يمزجون الألحان الشرق أوسطية والعربية مع الباور ميتال والبروجريسيف روك. يجمع فريق الكوردز من لبنان بين الآلات الشرق أوسطية وكلمات ذات طابع سياسي. يجمع كل من ليزي وول من المغرب،  وأنداز عزال من الجزائر بين أشكال الموسيقى التقليدية لتلك المنطقة والهيفي ميتال. تضم فرقة ماسيف سكار إيرا المصرية العديد من العضوات اللاتي أبلغن عن تعرضهن للمضايقة بسبب مشاركتهن في موسيقى الهيفي ميتال.

### التطوير
منذ منتصف التسعينيات، ظهرت فرق أخرى تدريجيًا لدمج الهيفي ميتال مع موسيقى الفولك. كانت ستورم فرقة نرويجية قصيرة الأجل تضم فينريز وساتير وكاري روسلاتن من فرق البلاك ميتال دارك ثرون وساتيريكون وفرقة الدوم ميتال (بالإنجليزية: The 3rd and the Mortal)‏ على التوالي. صدر ألبومهم الوحيد "Nordavind" في عام 1995 مع استخدام آلات المفاتيح لتقليد صوت الآلات الشعبية. اعتمد الألمان إمبيريوم أيضًا على المزج والغيتارات لتقديم موسيقى البلاك ميتال "الفولكلورية المظلمة" مع إصدار ألبومهم الأول عام 1996 (بالإنجليزية: A Wintersunset...)‏.
شهد عام 1996 أيضًا الألبوم الأول لمشروع البلاك ميتال لشخص واحد للعازف متعدد الآلات من ألمانيا المعروف باسم فالكنباخ. على الرغم من تشكيل فالكنباخ في وقت مبكر من عام 1989، لم تحظ الفرقة بالكثير من الاهتمام حتى ظهور الألبوم الأول الذي تضمن موسيقى ملحمية "مليئة بآلات المفاتيح، ومواضيع الفايكنج، ونزعات موسيقى الفولك"، وكان فالكنباخ بمثابة دمج فعال بين الفايكنج ميتال والفولك ميتال. انضمت إليهم في العامين التاليين فرق أخرى جمعت بين النوعين بما في ذلك ويندر،  ومانغارم  وثايرفينج.
تأسست الفرقة الإسبانية ماجو دي أوز، التي سبقت معظم فرق الفولك ميتال، في وقت مبكر من عام 1989 مع ألبوم افتتاحي يحمل اسمها وصدر في عام 1994. مع وجود تسعة أعضاء في تشكيلتهم، بما في ذلك عازف كمان وعازف فلوت، تطورت الفرقة على مر السنين إلى مزيج من الباور ميتال والفولك ميتال بنكهة سلتية. لقد حققوا نجاحًا قويًا في قوائم الأغاني في موطنهم إسبانيا وكذلك في أمريكا الجنوبية  والمكسيك.
كما شهدت فرقة سلوف فيغ من ولاية بنسيلفانيا بالولايات المتحدة تشكيلًا مبكرًا يعود إلى عام 1990. صدر ألبومهم الأول الذي يحمل اسمهم في عام 1996 وسعت الفرقة إلى تقديم "أسلوب فريد من الجمع بين الميتال التقليدي/البور ميتال والفولك ميتال".
تشكلت الفرقة التشيكية سايلنت ستريم أوف جودليس إليجي في عام 1995 كفرقة دوم ميتال "مطعمة بصور وثنية ومغامرة بما يكفي لتضمين الكمان والتشيلو إلى جانب الترسانة الحديثة المتوقعة". مع إصدار ألبومهم الثاني "Behind the Shadows" في عام 1998، بدأت الفرقة في استخدام "تأثيرات الفولكلور" في موسيقاهم.

### الانفجار

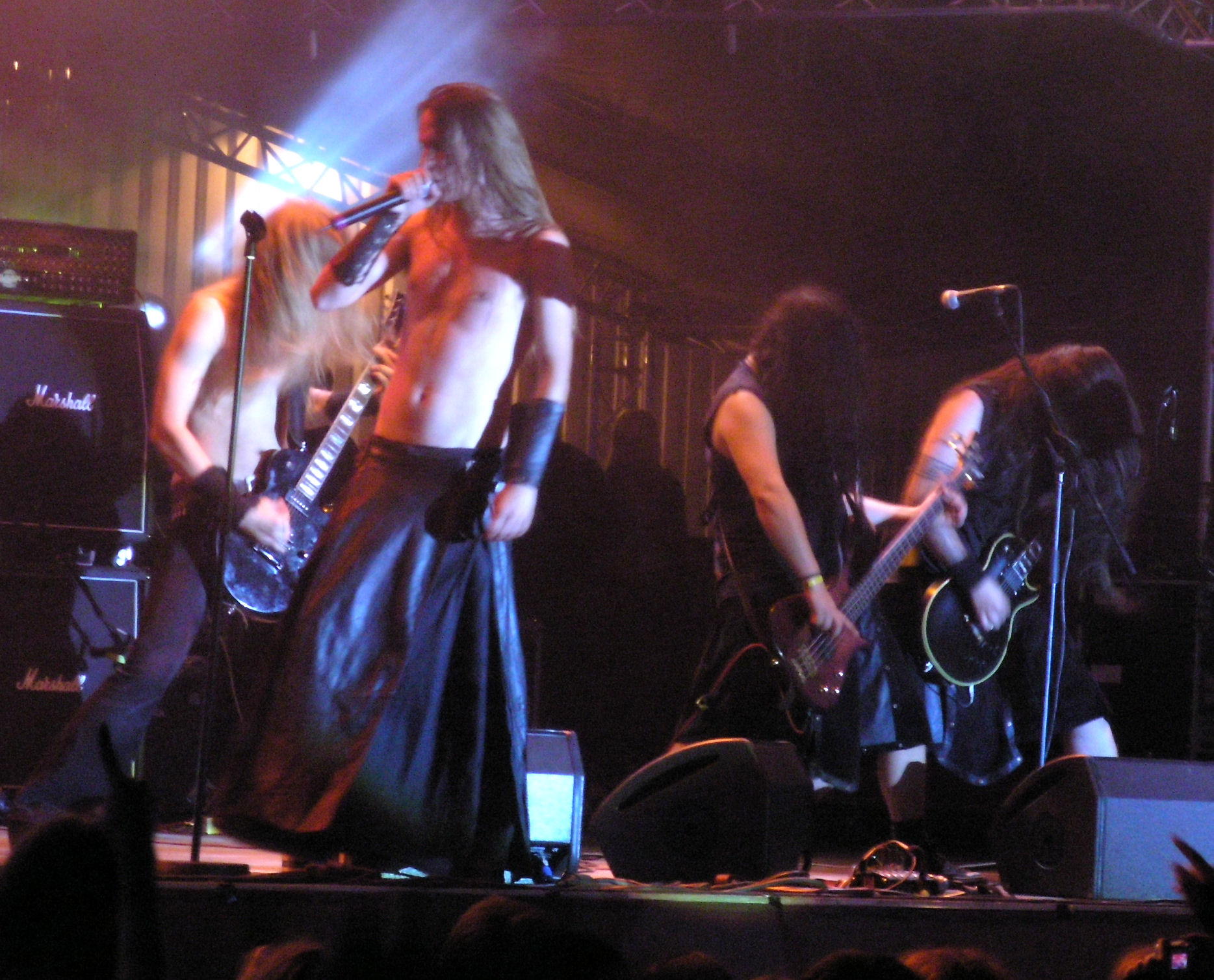
يُعد فينترول فرقة فولك ميتال بارزة لديها اهتمام خاص بالترولز والهومبا.

«خلال التسعينيات وحتى نهاية التسعينيات، كان هناك عدد قليل جدًا من الفرق. كان لدينا واي لاندر من أيرلندا. وفرقة أو فرقتان في أوروبا، لكن كان من النادر جدًا العثور على فرقة فولك ميتال حقيقية. أما الآن، فهناك نوع من الانفجار في كل مكان». - كيث فاي من كروشان في عام 2006 

توسع نوع الفولك ميتال بشكل كبير مع مطلع الألفية الجديدة. في طليعة هذا الانتشار، وبـ "صدام ثوري بين التقاليد والتضخيم يميزهم"، تبرز مجموعة من فنلندا تُعرف باسم فينترول. تأسست الفرقة عام 1997 وسُجلت نسخة تجريبية في العام التالي وصدر الألبوم الأول "Midnattens widunder" عام 1999. منذ ذلك الحين، اكتسبوا سمعة طيبة لكونهم "مهووسين بكل ما هو ترولي". تُغنى كلمات أغانيهم حصريًا باللغة السويدية بدلًا من اللغة الفنلندية "على ما يبدو لأن هذه اللغة كانت أفضل لاستحضار الروح الترولية"،  على الرغم من أن السبب الحقيقي لذلك يكمن في انتماء المغني الأصلي للفرقة إلى الأقلية الناطقة باللغة السويدية. تتميز موسيقى فينترول بـ "ابتكار حقيقي" في الجمع بين موسيقى البلاك ميتال ونمط من البولكا الفنلندية يسمى هومبا. على وجه التحديد، أخذت الفرقة من الهومبا "خطوط البيس ذات الاختيارات البديلة المصحوبة بإيقاع الطبول، واستخدام الأكورديون". تلقى هذا المزيج غير المحتمل من البولكا والميتال المتطرف استقبالًا متباينًا من النقاد. يأسف آندي هيندز من أول ميوزيك لتأثير البولكا باعتباره يقوض "التهديد المقصود لفرقة ديث ميتال"،  بينما يشيد زميله أليكس هندرسون بالفرقة لـ "جهودهم الصلبة والممتعة باستمرار"، معلنًا أن فينترول قد ميزوا أنفسهم عن أقرانهم "بسبب تركيزهم على الهومبا الفنلندية" و"الفكاهة والسخرية التي يقدمونها".
صدر ألبوم فينترول الثاني "Jaktens tid" في عام 2001 وحقق نجاحًا في قوائم الأغاني في موطنهم فنلندا. تضمنت بعض الأغاني في الألبوم غناءً قدمه جوني يارفيل من كوربيكلاني، وهي فرقة أخرى من فنلندا. في حين بدأت فرق فولك ميتال أخرى بالميتال قبل إضافة موسيقى الفولك، بدأ كوربيكلاني بموسيقى الفولك قبل التحول إلى الميتال. يمكن تتبع جذور كوربيكلاني إلى فرقة موسيقى فولك سامي تحت اسم شاعماني ديو، وهي "فرقة مطعم داخلية" تأسست عام 1993. صدر ألبوم لموسيقى الفولك تحت هذا الاسم قبل أن ينتقل جوني يارفيل ويشكل فرقة جديدة، شامان. استندت فرقة الفولك ميتال شامان إلى موسيقى الفولك لفرقة شاعماني ديو. صدر ألبومان في عامي 1999 و2001 قبل أن يغير شامان اسمه إلى كوربيكلاني. رافق تغيير الاسم تغيير في الموسيقى. أُسقط الغناء التقليدي اليويك واستخدام لغة سامي الشمالية بينما استُبدل جهاز المزج بآلات فولكلورية حقيقية. يعزو جوني يارفيل عمله مع فينترول باعتباره الحافز وراء التحول في التركيز من الفولك إلى الميتال.

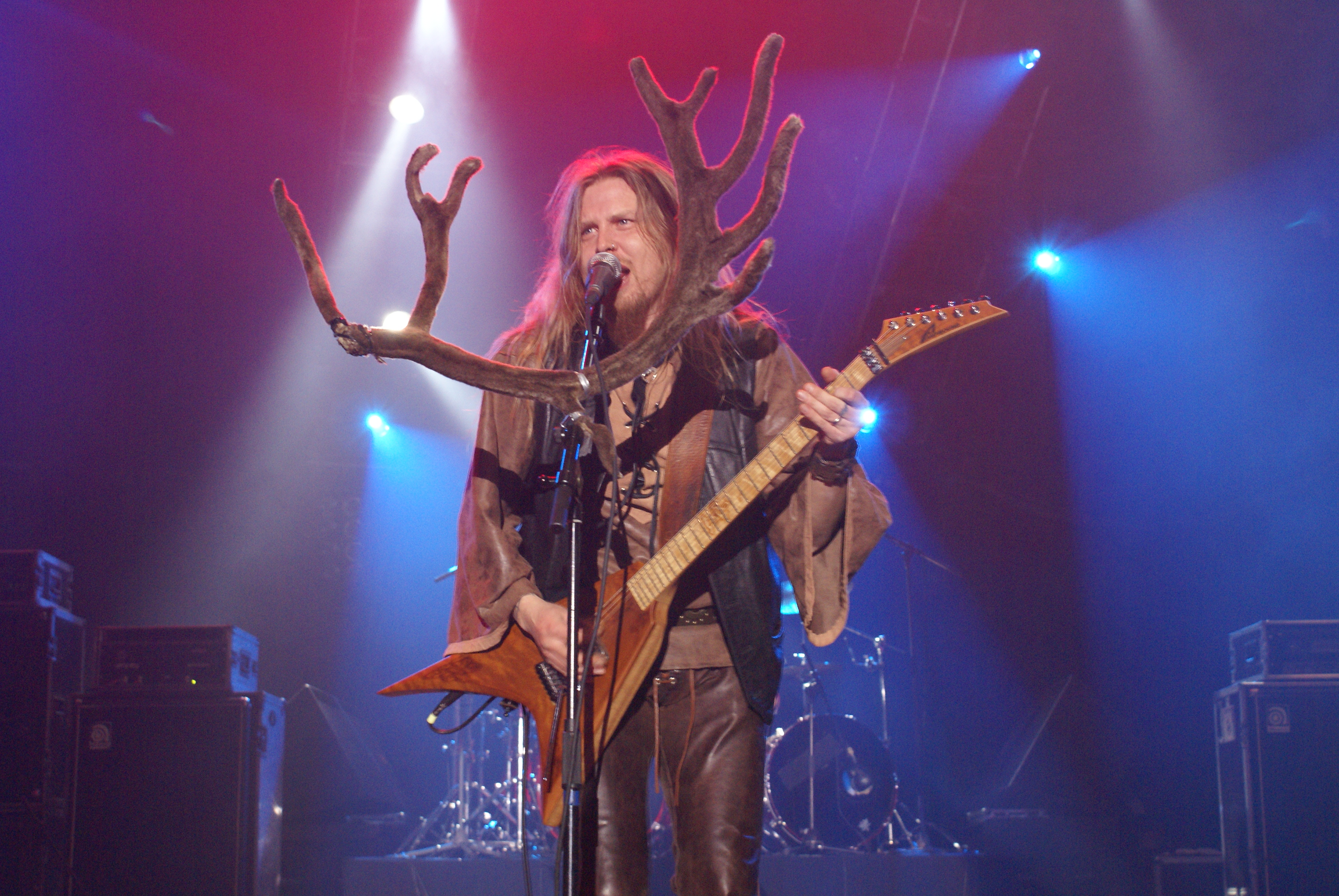
عزف جوني يارفيل من كوربيكلاني موسيقى الفولك الصوتية لمدة خمس سنوات قبل أن يوجه اهتمامه إلى الفولك ميتال.

بينما استخدمت كوربيكلاني مجموعة متنوعة من الآلات التقليدية لتقديم موسيقى الفولك ميتال الخاصة بهم،  تعتمد فينترول على آلات المفاتيح للألحان الفولكلورية الفنلندية التي تُعزف بأسلوب الهومبا. يؤدي هنري سورفالي عزف آلات المفاتيح في فينترول، وهو يعزف أيضًا في مون سورو، وهي فرقة فولك ميتال أخرى من فنلندا شكلها مع ابن عمه فيلي سورفالي في عام 1995. أصدروا نسختين تجريبيتين، الأولى في عام 1997 والأخرى في عام 1999، قبل الألبوم الأول "Suden Uni" في عام 2001. يمزج مون سورو بين الفولك ميتال والفايكنج ميتال من خلال دمج "أشكال الموسيقى الفولكلورية التقليدية في فنلندا في ترتيبات سيمفونية متقنة نموذجية لفرق الفايكنج ميتال مثل باثوري وإنسلايفد". كان تبني العناصر الفولكلورية "يصبح رائجًا للغاية" في فنلندا بحلول هذا الوقت  وشملت فرق الفولك ميتال الأخرى من فنلندا التي بدأت في الظهور في أوائل العقد الأول من القرن الحادي والعشرين كاد أكروس،  وإنسيفيروم  ولاحقًا توريساس  ووينترصن. جدير بالذكر أن إنسيفيروم وجدت نفسها في صدارة المخططات الفنلندية بأغنيتها المنفردة "One More Magic Potion" عام 2007. حققت فينترول وكوربيكلاني ومون سورو وتوريساس أيضًا نجاحًا في المخططات في موطنهم فنلندا.
توجد أيضًا فرق فولك ميتال من الدول الاسكندنافية الأخرى. تُعد فرقة سكالْمولد الأيسلندية مثالًا بارزًا. أُدرجت فرقة جليتيرتيند النرويجية في القائمة (A-listed) وعزفت بأعلى وتيرة تشغيل على قناة الراديو الأكثر شعبية في النرويج هيئة الإذاعة النرويجية بأغنية "Kvilelaus" (الإنجليزية: Restless)،  وقدمت الأغنية على برنامج Lindmo عندما أصدروا أول ألبوم كامل لهم كفرقة كاملة. تشمل الفرق النرويجية الأخرى فرقة ستورم وويندر المذكورتين سابقًا بالإضافة إلى فرق أحدث مثل كامفار،  ولومسك،  وأسميجين وترولفيست. تتضمن الفرق من السويد ثيرفينج ومانغارم المذكورتين سابقًا جنبًا إلى جنب مع فرق أخرى مثل أوتيغ  وفينتيرسورغ. [39، 40] تشمل فرق الفولك ميتال من الدنمارك وذرينج هايتس،  وسفارتسوت،  وهولدر وجزر فارو تير.
خارج الدول الاسكندنافية، ساهمت دول أوروبية أخرى في هذا النوع المتنامي. تشمل الفرق من دول البلطيق في إستونيا ولاتفيا وليتوانيا ميتساتول،  وراود-أنتس،  وسكاي فورجر،  وفارانج نورد،  بينما تشمل الفرق الممثلة من روسيا ألكونوست،  وأركونا  وبترفلاي تمبل. تشمل الأمثلة الأكثر عزلة في جميع أنحاء أوروبا ديمي أرغوس،  وبالكاندجي من بلغاريا،  وإكويليبريوم،  وفينسترفورست من ألمانيا، ودالريادا من المجر، وإيثيلين من بلجيكا،  وكروادالاتش من جمهورية التشيك، وليتفينترول من بيلاروسيا، ونايتكريبرز من فرنسا، وزاريا من سلوفينيا، وماجو دي أوز وساوروم من إسبانيا، وإلفينكينج من إيطاليا،  وإيلوفيتي من سويسرا.
يُعد فولكيرث مشروع فولك ميتال عالمي يضم أعضاء من عدة دول أوروبية مختلفة. عند إنشائه، تألف المشروع من 14 موسيقيًا من خلفيات منفصلة في موسيقى الفولك والميتال. مع إصدار ألبومهم الثاني "By the Sword of My Father" عام 2006، تباهى المشروع بمشاركة 31 موسيقيًا.
خارج القارة الأوروبية، يُعد الفولك ميتال نادرًا نسبيًا مع وجود عدد قليل فقط من الفرق المعروفة بما في ذلك ذا لورد ويرد سلوف فيغ المذكورة سابقًا وزميلتهم الأمريكية أغالوك. وصفت موسيقى الأخيرة بأنها "شذوذ جغرافي صارخ، لأن موسيقى الفولك-ميتال الانتقائية والطليعية كانت من النوع الذي يتوقع المرء أن يخرج من الدول الاسكندنافية - وليس من بورتلاند ". تُعد تواثا دي دانان شذوذًا جغرافيًا آخر بموسيقى الميتال السلتي الخاصة بهم من البرازيل.

## صفات

### الموسيقى

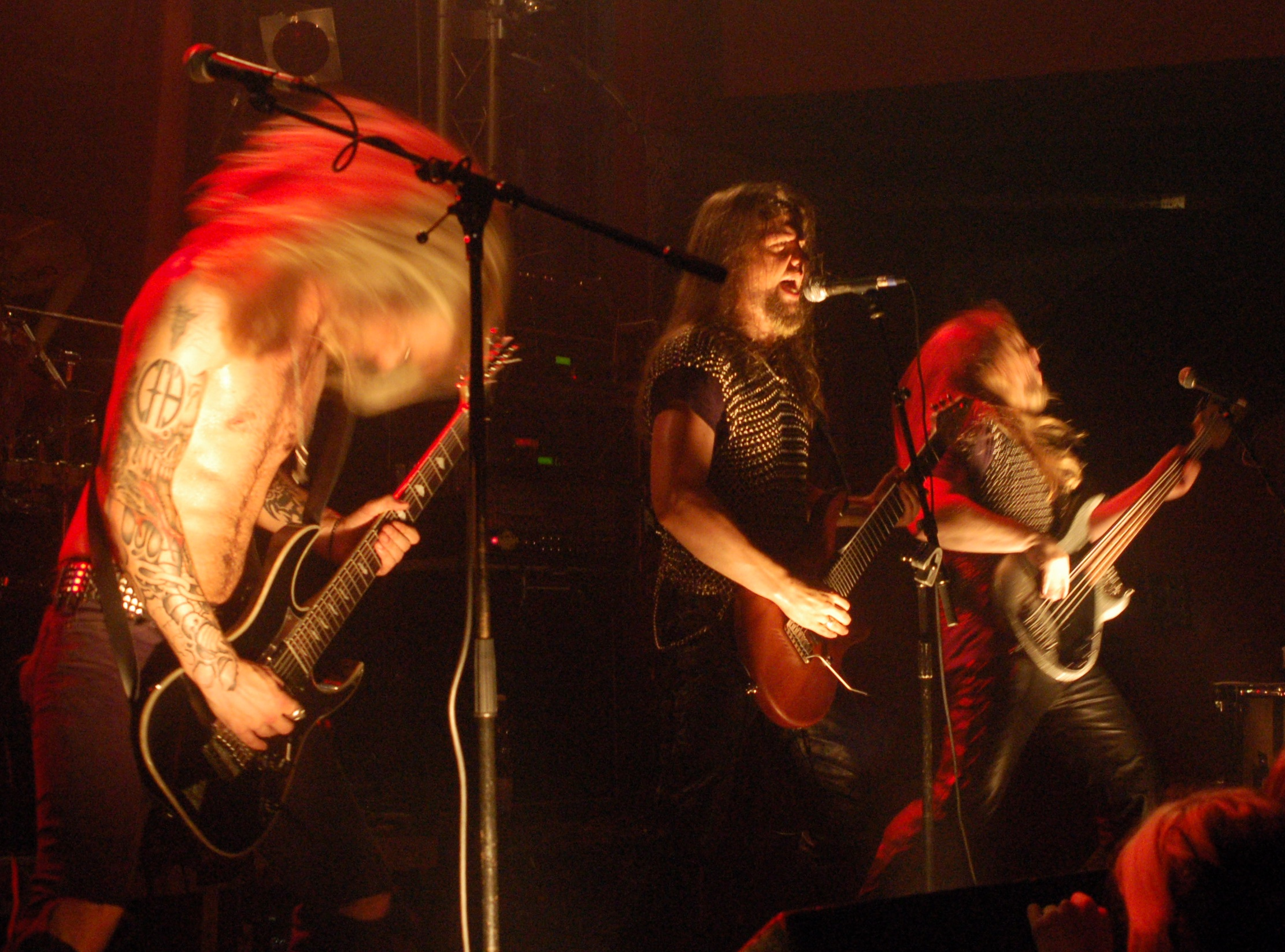
يمزج فريق تير من جزر فارو موسيقى البروجريسف ميتال مع موسيقى الفولك، مع مؤثرات تتضمن دريم ثياتر.

تُعد موسيقى الفولك ميتال مجموعة متنوعة حيث تتبع الفرق تصنيفات فرعية مختلفة لموسيقى الهيفي ميتال. في حين تقدم فرق مثل بريمورديال وفينترول موسيقى البلاك ميتال، تزاول مجموعات أخرى مثل ذا لورد ويرد سلوف فيغ عملها بأساس أكثر تقليدية أو باور ميتال. تمزج المجموعة الألمانية النرويجية ميدناتسول هذا النوع مع الغوثيك ميتال. يمكن العثور على نزعات تقدمية بين بعض الفرق بما في ذلك إلفينكينج،  ولومسك  وتير. يُعرف عن بعض الفرق تبني أكثر من نمط مختلف لموسيقى الهيفي ميتال. تجمع أورفاند لاند بين الفولك ميتال والميتال التقدمي وميتال الدوم/ديث. تشكلت الفرقة عام 1991، كما جمعت بين التأثيرات اليهودية والعربية وغيرها من تأثيرات غرب آسيا،  بينما تمزج إنسيفيروم موسيقى الفولك فوق مزيج من الباور والميتال. يُعرف أيضًا عن بعض الفرق دمج أنماط أنواع موسيقية أخرى خارج نطاق الهيفي ميتال. تشمل الأمثلة البانك في موسيقى جليتيرتيند  ونزعات النيوفولك والبوست روك لدى أغالوك.

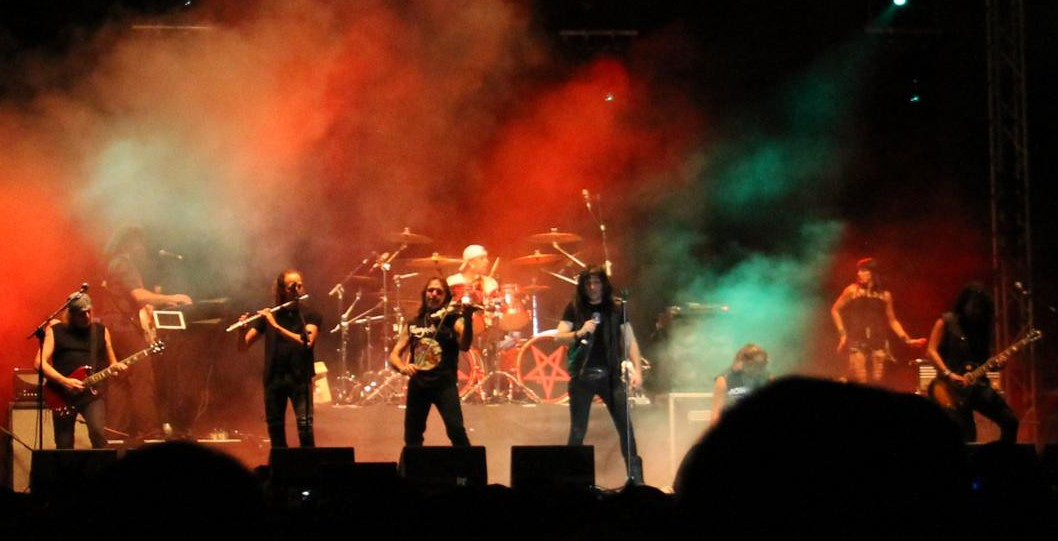
ماجو دي أوز في عام 2013

تعكس العناصر الفولكلورية في هذا النوع غالبًا الخلفية العرقية للموسيقيين كما هو الحال بالنسبة للموسيقى الفنلندية في فينترول،  وكوربيكلاني،  وميتساتول،  والموسيقى الشعبية البلطيقية في سكاي فورجر،  وتأثيرات شرق آسيا مثل استخدام شثونيك للموسيقى التايوانية،  أو دمج تنغر كافالري للغناء الحنجري المنغولي،  أو خلفية أورفاند لاند الشرق أوسطية. ومع ذلك، تتحدى بعض الفرق الخلفية الجغرافية والعرقية، مثل يميرغار، الذين ينحدرون من تونس لكنهم اختاروا التركيز على الأساطير الإسكندنافية.
يمكن العثور على الموسيقى السلتية بين فرق أيرلندية مثل كروشان ووايلاندر  وكذلك فرق خارج أيرلندا مثل إيثيلين من بلجيكا، وإيلوفيتي  (على الرغم من إمكانية اعتبار سويسرا بلدًا ذا تاريخ سلتي)، وتواثا دي دانان (من البرازيل، وهي دولة لا تربطها أي صلات ثقافية بالسلت على الإطلاق، على الرغم من تشابه اسم الدولة مع جزيرة في الأساطير الأيرلندية). تستخدم بعض الفرق الموسيقى الشعبية من مناطق متعددة مثل إلفينكينج،  وإيثيلين  وإنسيفيروم.
يقدم هذا النوع أيضًا مجموعة متنوعة من الأجواء والحالات. تتميز مجموعات مثل فينترول  وكوربيكلاني  بطبيعة مرحة ومبهجة. يشتهر كلا الفرقتين أيضًا بعزف موسيقى يمكن الرقص عليها. في المقابل، يُعرف عن فرق أخرى مثل ثيرفينج وبريمورديال بأجوائها التأملية. يقدم لومسك أسلوبًا أكثر هدوءًا  بينما يُعرف عن أغالوك بصوتهم "المحيطي الكئيب".
تتميز أجواء ملحمية بعض فرق الفولك ميتال مثل بريمورديال،  ومون سورو،  وتوريساس  والمشروع الموسيقي فولكيرث. يُعرف عن مجموعات مثل إنسيفيروم ووينترصن امتلاكهما جانبًا لحنيًا  بينما يمكن العثور على فرق تفضل نهجًا أكثر حدة أو وحشية في مجموعات مثل فينترول  ومانغارم.

### الآلات الموسيقية

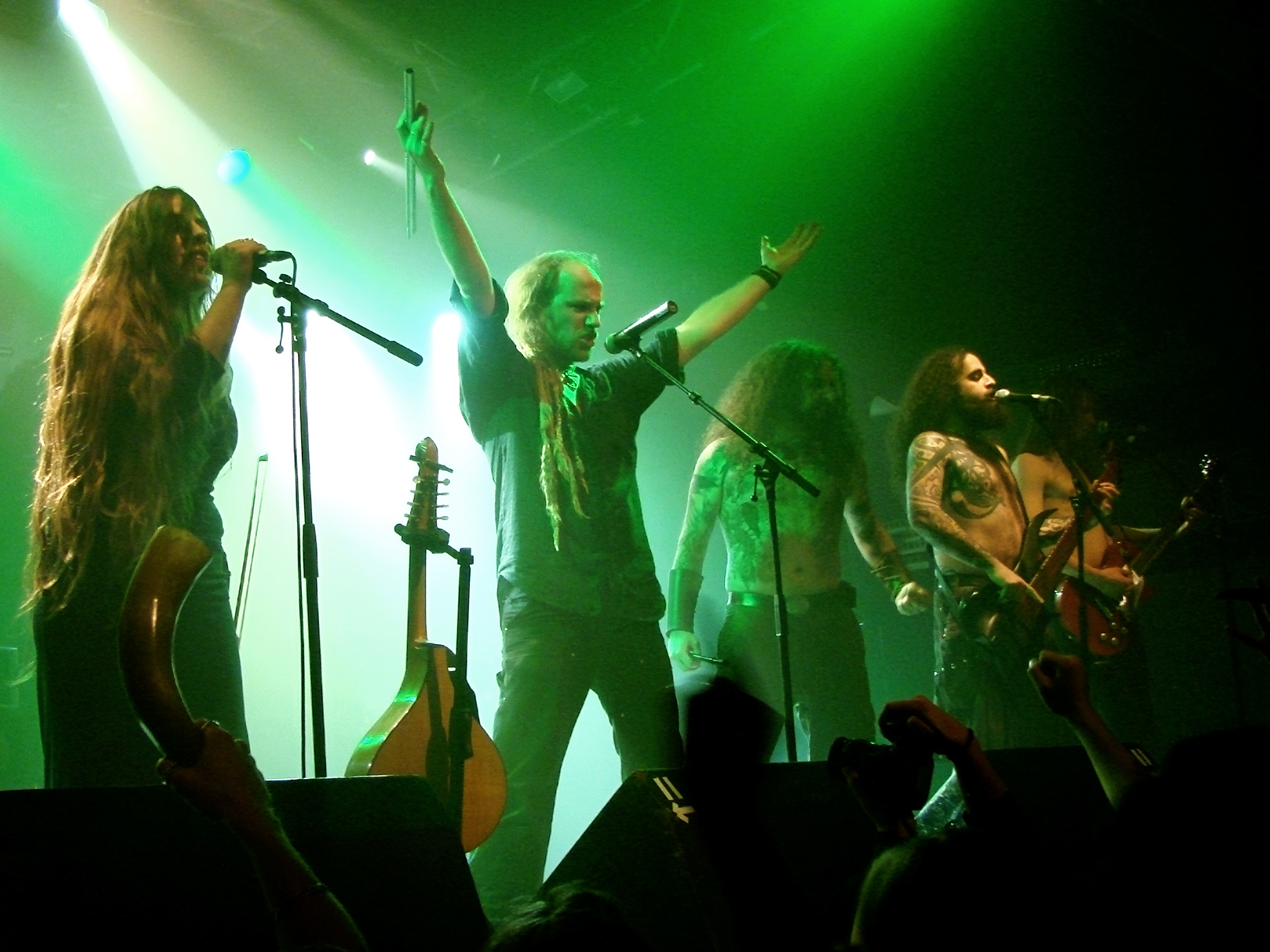
يُشَاهَد فريق إيلوفيتي هنا وهو يعزف في مهرجان سيرنونوس عام 2007 في باريس، فرنسا، مع الماندولا، والمزمار الصغير، والكمان.

تتميز موسيقى الفولك ميتال بنفس الآلات النموذجية الموجودة في موسيقى الهيفي ميتال: القيثارات، والغيتار البيس، والطبول، والمغني. بينما تستبعد بعض فرق الفولك ميتال مثل ثارابيتا "أي فكرة عن استخدام الآلات الشعبية" و"تعتمد فقط على آلات الميتال التقليدية"،  تعتمد الفرق في هذا النوع بشكل عام على الآلات الشعبية التي تتراوح بين الشائعة والغريبة. يضم العديد من فرق الفولك ميتال عازف كمان متخصص في تشكيلتهم. يشمل ذلك سكاي كلاد،  وسب واي تو سالي،  وشاندماول،  وماجو دي أوز،  وإيثيلين، وسايلنت ستريم أوف جودليس إليجي،  وكوربيكلاني،  ولومسك،  وإلفينكينج،  وإيلوفيتي  وتواثا دي دانان. يمكن العثور على صفارة القصدير والفلوت في فرق الميتال السلتي مثل كروشان،  وويلاندر،  وإيثيلين وإيلوفيتي. يمكن العثور على الفلوت أيضًا في فرق أخرى مثل ميتساتول،  وشاندماول  ومورغنسترن. تستخدم مزمار القربة القروسطي في فرق مثل فولكستون وإن إكستريمو. يُعرف عن بعض الفرق أيضًا تسليط الضوء على المزيد من الآلات الغريبة من خلفيتهم العرقية أو بلدهم، بما في ذلك استخدام سكاي فورجر لآلة الكوكليس اللاتفية،  واستخدام ميتساتول لآلة التوروبيل الإستونية،  واستخدام كوربيكلاني لآلة الكانتيلي الفنلندية،  واستخدام إيلوفيتي وإيثيلين للهوردي جوردي،  واستخدام أورفاند لاند للعود والصاز.
في غياب الآلات الشعبية، تلجأ فرق أخرى في هذا النوع إلى استخدام آلات المفاتيح لمحاكاة صوت الآلات الشعبية. يشمل ذلك فرقة ستورم المذكورة سابقًا، وإمبيريوم وفينترول بالإضافة إلى فرق أخرى مثل ميدناتسول. تشمل الفرق التي تكمل آلة شعبية مثل الكمان بآلات المفاتيح سكاي كلاد،  وماجو دي أوز،  وتواثا دي دانان.

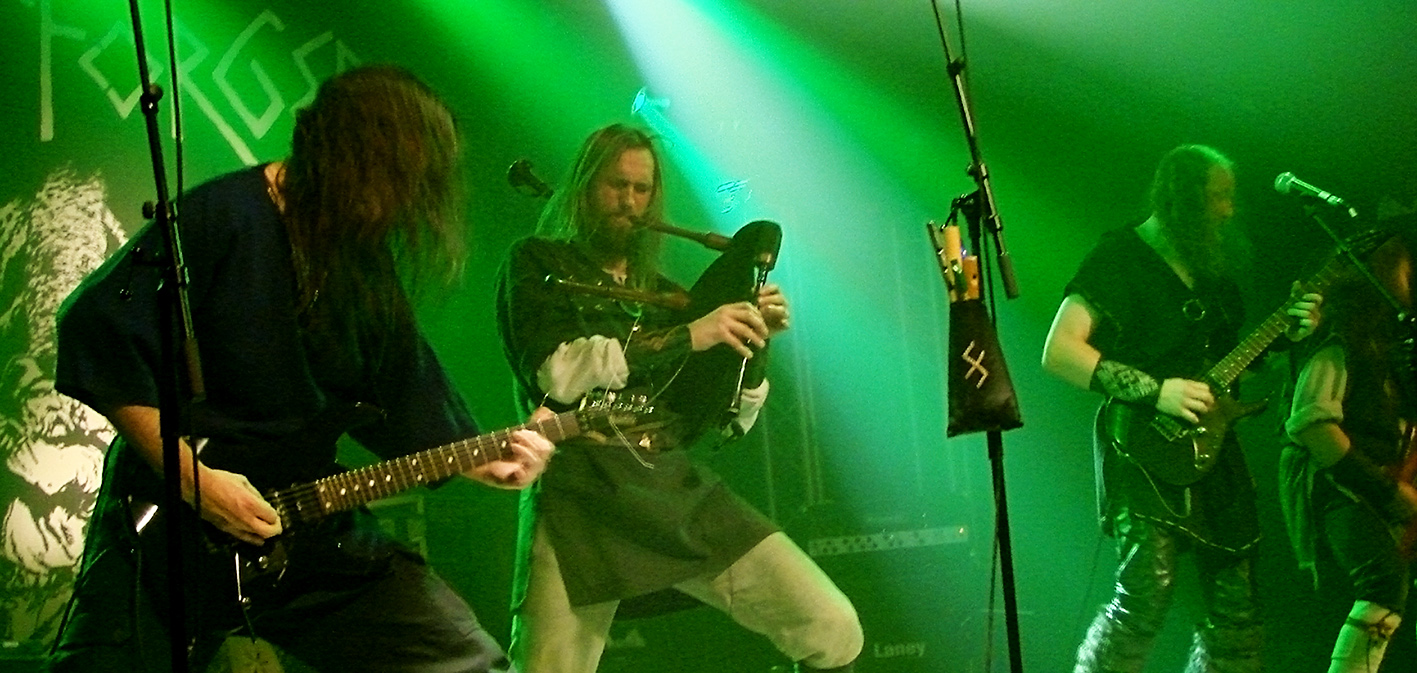
شوهدت سكاي فورجر هنا وهي تعزف على مزمار القربة في مهرجان سيرنونوس عام 2007 في باريس، فرنسا، واعتمدت في البداية في الغالب على موسيقي ضيف لأداء الآلات الشعبية قبل دعوته ليصبح عضوًا كاملًا في الفرقة.

يمكن أن يكون العدد الكبير من الآلات التي تعتمد عليها بعض الفرق في تسجيل ألبومات الاستوديو الخاصة بهم عائقًا أمام العروض الحية. في حين أن فرقة أورفاند لاند قادرة على الأداء على خشبة المسرح مع عشرين موسيقيًا في وطنهم إسرائيل، إلا أنهم يضطرون إلى الاعتماد على جهاز كمبيوتر لتكرار أدوار الموسيقيين الضيوف في الحفلات الموسيقية في أماكن أخرى. تقتصر بعض فرق الفولك ميتال على تسجيلات الاستوديو ولا يُعرف عنها تقديم أي حفلات موسيقية حية. يشمل ذلك فولكيرث،  وفالكنباخ. تقوم فرق الفولك ميتال الأخرى بتوسيع قائمتها المنتظمة لتشمل المزيد من الموسيقيين، وبالتالي، ليس من غير المألوف العثور على فرق في هذا النوع تضم ستة أعضاء أو أكثر في تشكيلتهم. بعض الفرق السداسية في هذا النوع هي شاندماول،  وكروشان،  وكوربيكلاني،  وتوريساس،  وميدناتسول،  بينما تشمل الفرق السباعية إيثيلين، وسب واي تو سالي،  وإن إكستريمو،  ولومسك. يضم كل من سايلنت ستريم أوف جودليس إليجي  وإيلوفيتي  ثمانية أعضاء لكل منهما بينما يبلغ إجمالي تشكيلة ماجو دي أوز تسعة فنانين. حتى عندما تضم الفرقة أعضاء متخصصين في الآلات الشعبية، فقد يظلون يعتمدون على موسيقيين ضيوف لزيادة تحسين صوتهم. على سبيل المثال، أضافت فرقة لومسك ثلاثة عشر موسيقيًا ضيفًا إلى الأعضاء السبعة في الفرقة في ألبومهم الأول "أوسموند فريغديجيفار". في بعض الأحيان، يُعرف عن الموسيقيين الضيوف أن يصبحوا أعضاء كاملي العضوية في الفرقة، كما كان الحال في سكاي فورجر  وتوريساس.

### الأساليب الصوتية
تُقابل المجموعة المتنوعة من أنماط الموسيقى والآلات بمجموعة متنوعة من الأساليب الصوتية في هذا النوع. من "صرخات الموت المروعة" في فينترول،  إلى الخشونة الصوتية لموسيقى البلاك ميتال في سكاي فورجر  أو مون سورو،  لا يوجد نقص في الأصوات القوية في الفولك ميتال. تشمل الفرق الأخرى التي تقدم أصواتًا قوية كاد أكروس،  وإنسيفيروم،  وإيثيلين  وإكويليبريوم. في المقابل، يُعرف عن فرق مثل ماجو دي أوز  وميتساتول بتقديمها غناءً "نظيفًا" تماشيًا مع نهجهم الميتالي الأكثر تقليدية. يُعرف عن العديد من الفرق الأخرى في هذا النوع بتقديمها لكل من الأصوات القوية والغناء النظيف. يشمل ذلك بريمورديال،  وتوريساس،  وويندر  ووينترصن.
يمكن العثور أيضًا على الغناء الشعبي التقليدي بين بعض فرق الفولك ميتال. ظهرت أصوات اليويك لجوني يارفيل في درجات متفاوتة في موسيقى شامان،  وفينترول  وكوربيكلاني. يمكن سماع الغناء الشعبي أو الغناء المستوحى من الفولك أيضًا في موسيقى إكويليبريوم،  وميتساتول،  وسكاي فورجر  وأورفاند لاند. تتميز موسيقى أورفاند لاند أيضًا باستخدام الترانيم والكورال، والتي تصادف عادةً في نوع الفولك ميتال. تشمل الفرق المعروفة باستخدام الكورال أركونا،  وتوريساس،  ولومسك  وإيلوفيتي،  بينما يمكن العثور على الترانيم في موسيقى تير  وويندر. يُعرف عن بعض الفرق مثل فالكونر وثايرفينج أيضًا بتقديم "ألحان فولكلورية يو-هو-هو" في غنائهم لتناسب أسلوبهم الفايكنج ميتال.
تستخدم فرقة أورفاند لاند كلمات أغاني باللغة الإنجليزية في الغالب، لكن يُعرف عنها تقديم لغات أخرى لأنها "تتماشى جيدًا مع الموسيقى وتبدو أيضًا أكثر غرابة وتميزًا". يُعرف عن تير أيضًا استخدام لغات متعددة في موسيقاهم. كذلك يُعرف عن فرق أخرى في هذا النوع الغناء حصريًا أو بالكامل تقريبًا بلغتهم الأم، بما في ذلك ماجو دي أوز بالإسبانية،  ومون سورو بالفنلندية،  وميتساتول بالإستونية،  ولومسك بالنرويجية. تميل الفرق في تصنيف الميتال القروسطي الفرعي أيضًا إلى الغناء بشكل كبير أو كلي باللغة الألمانية، بما في ذلك سب واي تو سالي،  ومورغنسترن  وليتزت إنستانز.
لا يُعد وجود مغنيات رئيسيات أمرًا غير شائع في هذا النوع، ويمكن العثور عليهن في كروشان،  وأوتيغ،  ولومسك،  وأركونا،  وسيلتيان وميدناتسول. استخدمت مجموعات أخرى مثل أورفاند لاند وإلفينكينج مغنيات ضيفات في موسيقاهم.

### كلمات الأغاني
تشمل الموضوعات الشائعة في ميتال الفولك الوثنية والطبيعة والخيال والأساطير والتاريخ.
ارتبط ميتال الفولك بالوثنية منذ نشأته، عندما ترك مارتن والكيير فرقته السابقة سابات لتشكيل سكايكلاد، ويرجع ذلك جزئيًا إلى أن الفرقة "لن تذهب بعيدًا بما يكفي في الاتجاه الوثني والبريطاني الذي أردنا القيام به". نتيجة لذلك، عُرفت كلمات سكايكلاد بتناولها لشؤون وثنية. كما أسس كيث فاي، الذي يصف نفسه بأنه وثني، فرقة كروشين. بالنسبة لفيل سورفالي من مونوسورو، يُفضل مصطلح "بيجان ميتال" "لأنه يصف النقاط الأيديولوجية في الموسيقى، لكنه لا يقول أي شيء عن الموسيقى نفسها". تشمل الفرق الأخرى التي تفضل أيضًا استخدام مصطلح "بيجان ميتال" كوصف ذاتي كروشين،  وإيلوفيتيي،  وأوبست  وسكايفورجر. على النقيض من الفرق ذات الموضوعات الوثنية، تتناول بعض فرق ميتال الفولك مثل أورفاند لاند مواضيعًا عن الديانة الإبراهيمية.

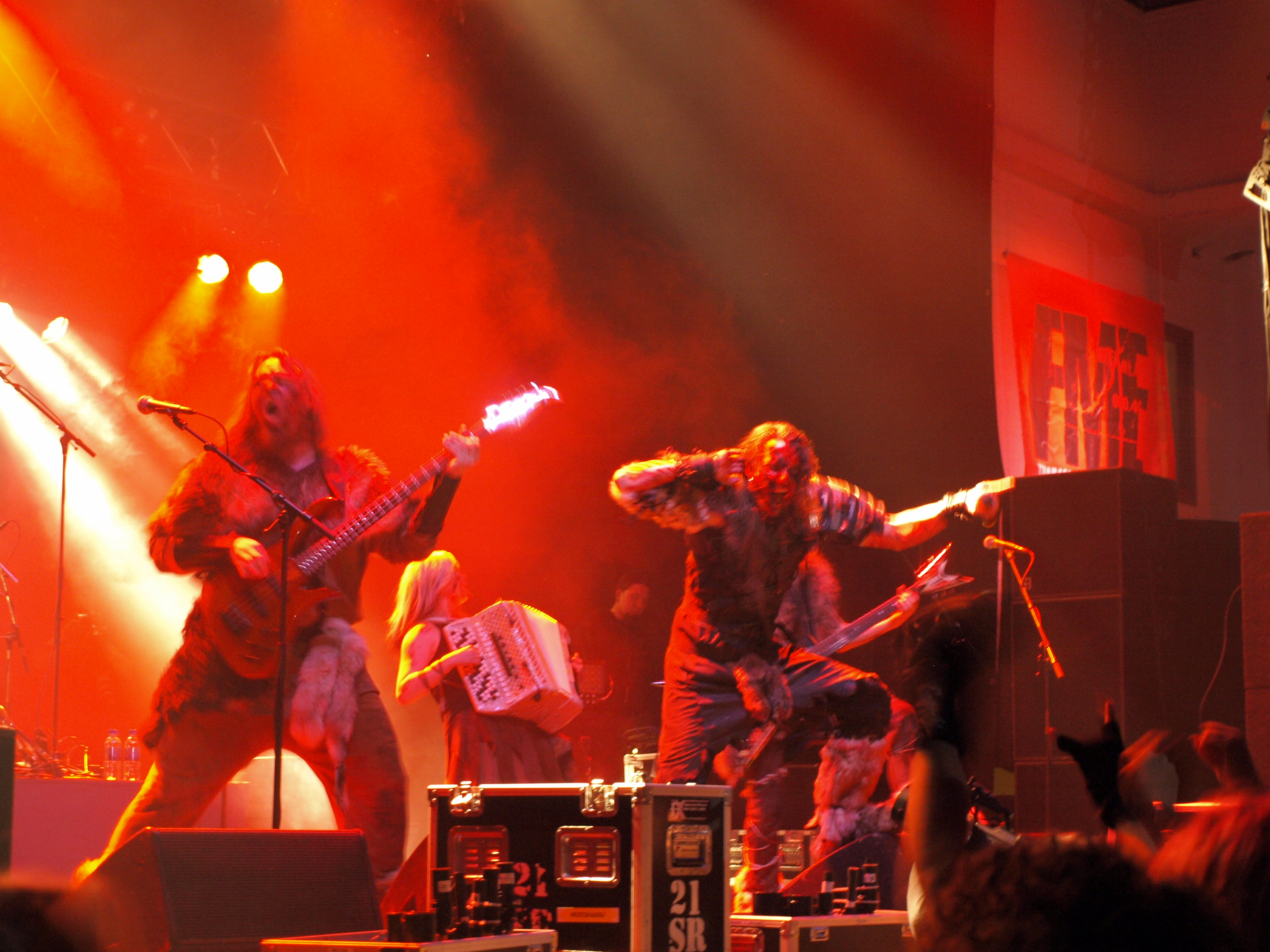
تناولت فرقة توريساس، التي تظهر هنا وهي تقدم عرضًا في عام 2008، قضايا مثل تمجيد الحرب من خلال استخدام كلمات غنائية ذات طابع خيالي.

تُعد الطبيعة مؤثرًا قويًا للعديد من فرق ميتال الفولك. اعتمدت فرق مثل كوربيكلاني،  وإلفينكينغ،  وميدناتسول،  وفينترسورغ  جميعًا كلمات أغانيها على هذا الموضوع. بالنسبة لفرقة أجالوخ، فإن الطبيعة هي موضوع مُعتنق "لأننا ننحاز إلى ما هو أساسًا الضحية في علاقة يكون فيها الجنس البشري مرضًا". جميع أعضاء سكايكلاد هم من أنصار "منظمات مثل غرينبيس وغيرها، لأن هؤلاء هم الذين يقفون ويتصدون للمعركة" بين "الأشخاص الذين يريدون إنقاذ الكوكب، والأشخاص الذين يريدون تدميره".
تجنب رواد هذا النوع سكايكلاد كلمات الأغاني الخيالية لأن "هناك بالفعل ما يكفي من الخيال في العالم، يخبرنا به سياسيونا كل يوم". ومع ذلك، عُرفت فرق ميتال فولك أخرى بتقديم مواضيع خيالية في كلمات أغانيها بما في ذلك إنسيفيروم،  وميدناتسول  وكروشين. بالنسبة لإلفينكينغ، تُستخدم الموضوعات الخيالية "كاستعارة لتغطية معاني أعمق". وبالمثل، فإن الموضوعات الخيالية في توريساس تخفي تغطية لقضايا "أعمق ولها أهمية أكبر".
يُعرف تصنيف الميتال السلتي الفرعي بتقديمه كلمات أغاني مستندة إلى الأساطير القلطية. تُعد تاريخ السلتيين مصدرًا آخر شائعًا لكلمات أغاني فرق الميتال القلطي مثل كروشان،  وإيلوفيتي،  وبريمورديال  وميل موردا. يمكن العثور على الأساطير الإسكندنافية في كلمات أغاني فرق إسكندنافية مثل فالكنباخ،  وتير،  وفينترول  وميثوتين. تشتهر سكاي فورجر بتقديم كلمات أغاني مستندة إلى كل من تاريخ وثقافة لاتفيا الخاصة بهم. تتضمن الفرق الأخرى التي تناولت التاريخ في أغانيهم فالكونر  وسليشتفالك.

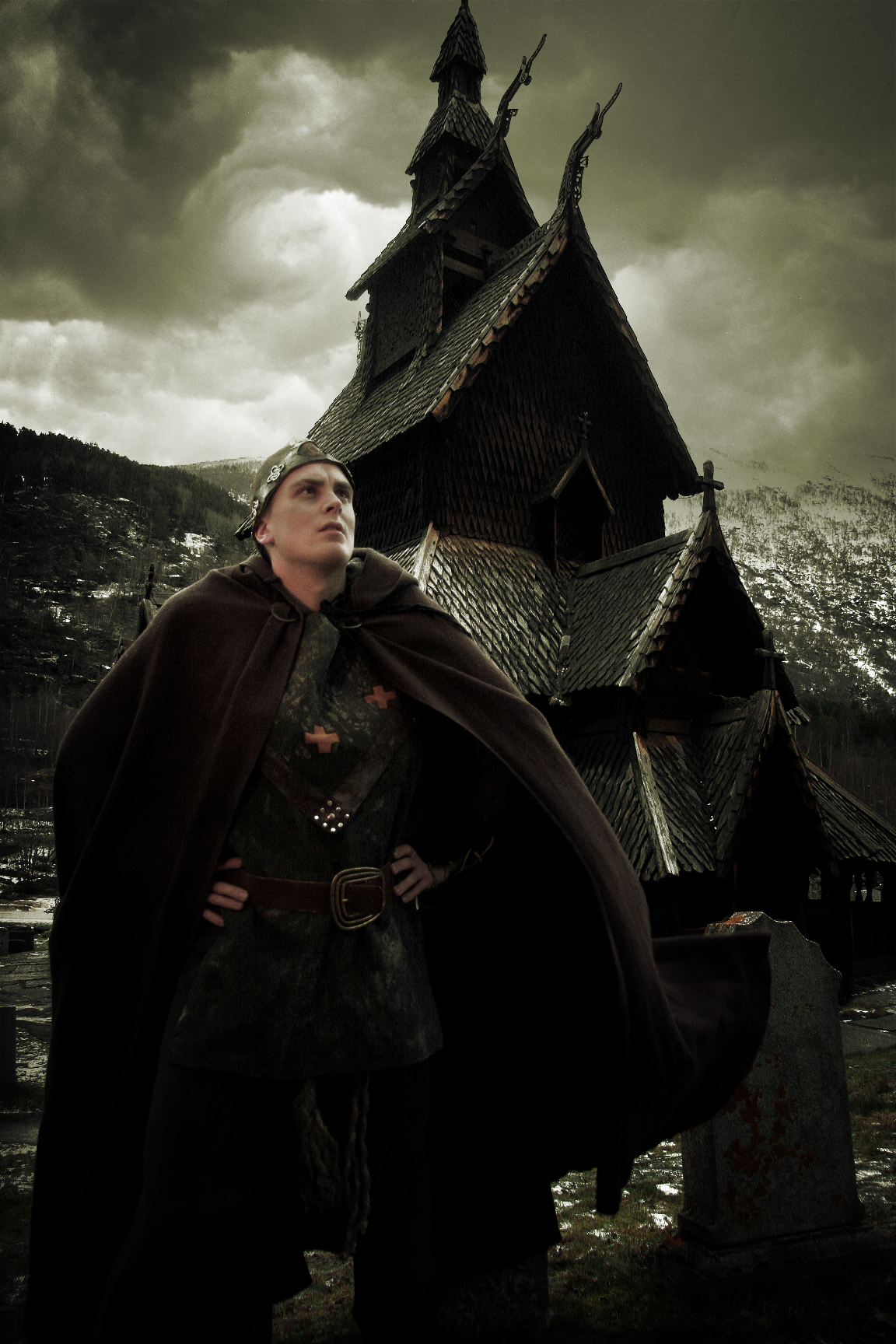
أبدت بعض الفرق، مثل توربيورن ساندفيك في جليتيرتيند، مشاعر اشتراكية في تصريحات توضح مفاهيم الألبوم. صورة من كنيسة بورغوند الخشبية في سوغن أوغ فيوردانه (2009).

عُرفت العديد من فرق بلاك ميتال الاشتراكية الوطنية (NSBM) مثل نوكتورنال مورتوم،  أو تمنوزور  وكرودا  الروسيتين بتداخلهما مع الفولك ميتال، وهو ظرف يراه كيران أوهغان، المغني في واي لاندر، "إهانة لأشخاص مثلي لا يؤيدون الأفكار الفاشية على الإطلاق". كذلك يرى أن فرق ميتال الاشتراكية الوطنية تعزف الفولك ميتال "لكل الأسباب الخاطئة". نتيجة لسوء استخدام الرموز الوثنية من قبل النازيين الجدد، أُخطئ اعتبار العديد من فرق الفولك ميتال جزءًا من مشهد ميتال الاشتراكية الوطنية. بناء على ذلك، اضطرت فرق مثل كروشان،  وسكاي فورجر،  ومانغارم وتير  إلى التنصل من النازية أو الفاشية أو العنصرية. بلغت سكاي فورجر حد إضافة عبارة "لا توجد مواد نازية هنا!" على ظهر أغلفة ألبوماتهم.
في أبريل 2008، تعرض مؤدو مهرجان باغانفيست لموسيقى الفولك ميتال لاتهامات بكونهم نازيين وعنصريين وفاشيين من قبل أنتيفا الألمانية. أصدر فيلي سورفالي من مون سورو وهيري جوينسن من تير بيانًا مصورًا مشتركًا لدحض هذه الاتهامات، مشيرين إلى أن "إحدى أكبر القضايا تبدو في استخدامنا رموزًا إسكندنافية قديمة في صورنا مثل حرف "إس" في شعار مون سورو وحرف "تي" في شعار تير[على الرغم من] أن هذه هي الطريقة التي كُتبت بها رونات "إس" و"تي" لآلاف السنين". كذلك أصدرت مون سورو بيانًا مكتوبًا ردًا على الجدل،  بينما تشير تير على موقعها الرسمي إلى أنهم "استوحوا فكرة شعار الرونية" من ألبوم بلاك سابث الذي يحمل نفس الاسم. في المقابل من المشهد السياسي، أبدت بعض فرق الفولك ميتال مشاعر اشتراكية صريحة. على سبيل المثال، أدلى فريق جليتيرتيند المذكور ببيان يساري ضد الليبرالية الجديدة في كتيب ألبومهم عند إعادة إصدار "تيل دوفر فالر" على نابالم ريكوردز في مايو 2009.
عُرف فريق الفولك ميتال الأصلي سكاي كلاد أيضًا بتناوله موضوعات سياسية جادة،  ولكن من خلال كلمات كانت مليئة بالتوريات  والفكاهة. استمرت فرق أخرى في تقديم كلمات ممتعة وروح الدعابة. يشمل ذلك فينترول  وهوسهم بالمتصيدين. "ركزت كلمات أغاني كوربيكلاني أيضًا على قضاء وقت ممتع، والشرب، والسهر". في مراجعة لألبوم "ذا فارانجيان واي" لفرقة توريساس، علق جيمس كريستوفر مونجر من أول ميوزيك بأن بعض المستمعين قد ينفرون من "فكرة رجال بالغين يرتدون الجلود" وهم يغنون كلمات مثل "تعالوا معنا إلى الجنوب، واكتبوا اسمكم على قائمتنا". يرى هيري جوينسن من تير أن المستمع بحاجة إلى أن يكون واثقًا من رجولته ليستمع إلى كلمات فارويزية تقليدية مثل كلماته الخاصة "أيها الشباب، أيها السعداء، ادخلوا إلى الحلبة، وارقصوا بمرح".
على عكس أي فرقة أخرى، فضلت فرقة الفولك ميتال البلجيكية إيثيلين تركيز كلمات أغانيها على موضوعات شخصية للغاية مثل الفقدان والمثابرة والحزن. على سبيل المثال، بُني ألبوم "تشكيل الروح" بناءً على نموذج إليزابيث كوبلر روس لعملية الحداد.